# Davidka
Il Davidka (in yiddish דוידקה‎?, "Piccolo Davide") è un mortaio artigianale usato all'inizio della Guerra arabo-israeliana del 1948 dai soldati israeliani nella difesa di Gerusalemme e Safad. Le sue granate erano famose per essere estremamente rumorose e efficaci più per colpire i nervi del nemico che effettivamente le sue postazioni.

## Etimologia
Il nome Davidka ("Piccolo Davide") è dovuto al nome del suo inventore, David Leibowitch; esso rimanda inoltre, a causa del sentimento di inferiorità logistica e militare delle brigate ebraiche nei confronti della Legione araba (che era armata e preparata dall'esercito britannico) allo scontro impari tra Davide e Golia.

## Storia
Il mortaio fu progettato presso la scuola di agricoltura Mikveh Israel nell'inverno del periodo subito precedente alla Guerra arabo-israeliana del 1948; venne utilizzato per la prima volta nella battaglia di Abu Kabir, un paese vicino a Giaffa il 13 marzo 1948. Le battaglie in cui ebbe però più importanza furono quelle per la liberazione delle fortificazioni presso Safad e nella difesa di Gerusalemme. In queste occasioni le truppe ebraiche ebbero prova dell'importanza psicologica dell'arma.
In totale vennero prodotti 6 mortai, due per ogni brigata Palmach (Harel, Yiftach e HaNegev). Due sono ora monumenti.

## Caratteristiche

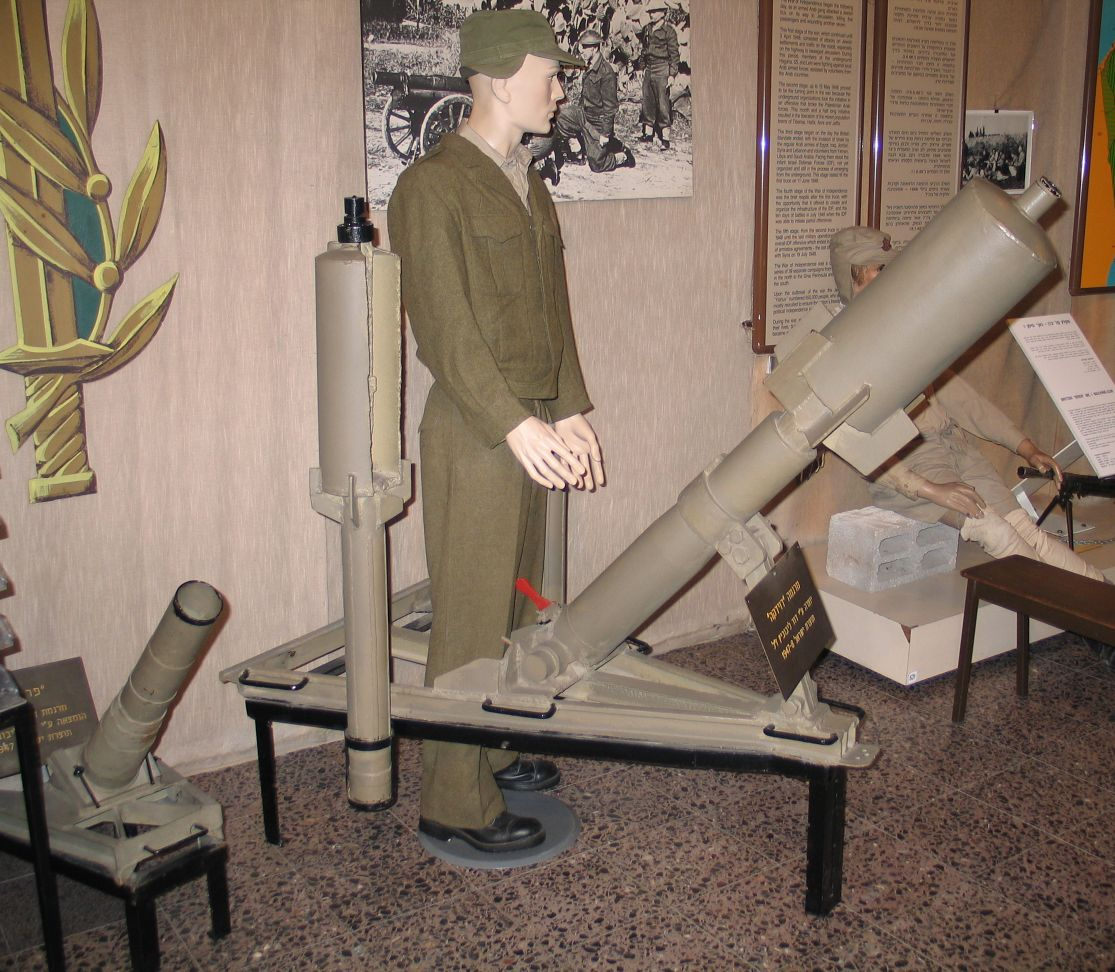
Davidka sopravvissuto alla guerra con un proiettile sulla sinistra

La caratteristica del Davidka era il suo proiettile da oltre 40 chilogrammi; esso infatti era molto più grosso della calibro della canna del mortaio e solamente la coda della granata poteva entrare nella bocca del cannone, lasciando fuori il proiettile vero e proprio. Questa scelta di design e la fabbricazione artigianale erano i principali motivi della sua imprecisione. Queste caratteristiche rendevano il fischio della granata in discesa tanto forte da dare l'impressione anche a soldati lontani dall'effettivo punto d'impatto che esso fosse diretto verso la loro posizione, inoltre l'esplosione finale era estremamente rumorosa, con un effetto sul morale del nemico altissimo.
Si dice che i soldati della Legione araba, sapendo che molti scienziati facenti parte del Progetto Manhattan erano ebrei, quando sentirono per la prima volta lo scoppio di una granata lanciata dal Davidka credettero che il nemico avesse ottenuto dagli Stati Uniti la bomba atomica
Il Davidka fu usato a Haifa, Ein Zeitun, Safed e Biddu. Secondo lo storico palestinese Walid Khalidi, il Davidka lanciava un proiettile del peso di 60 libbre e causava paura e panico quando veniva usato aree abitative.
.
La testata della bomba era riempita di chiodi, cocci, cuscinetti a sfera e più in generale tutto ciò che poteva svolgere la funzione da surrogato di Shrapnel; tali proiettili lo rendevano essenzialmente un'arma antifanteria.

## Nella cultura

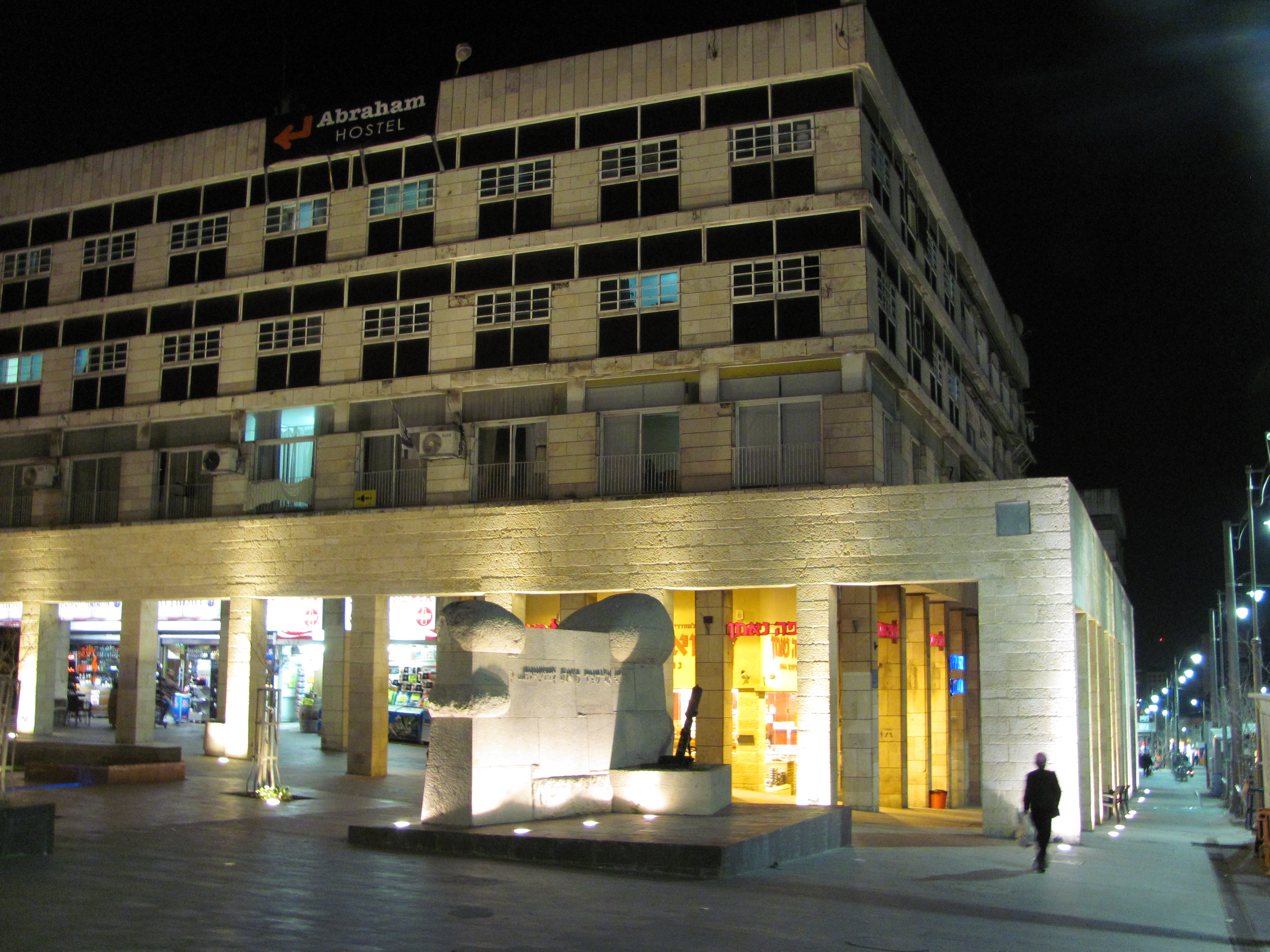
Piazza Davidka, con vista sul memoriale e i negozi

Grazie alle caratteristiche sopracitate il mortaio ebbe un'importanza molto alta per la guerra e lo possiamo trovare in diversi libri riguardanti il periodo:
- Gerusalemme! Gerusalemme! di Dominique Lapierre;
- The Faithful City: The Siege of Jerusalem di Dov Joseph;

Esso è inoltre presente in diversi monumenti celebrativi dell'epoca, in particolare dà il nome a Piazza Davidka (in ebraico  כיכר הדוידקה‎?, Kikar HaDavidka), dove è presente uno dei modelli sopravvissuti. È stato inoltre ritrovato un proiettile presso il Kotel nell'aprile del 2008.